# Otere (rivière)
Le cours d’eau  Otere   (en anglais : Otere River) est un petit cours d’eau de la région de  Tasman dans l’Île du Sud de la Nouvelle-Zélande.

## Géographie
Elle s’écoule vers le nord pour atteindre la   » Golden Bay » à approximativement mi-chemin entre les villes de  Takaka et Collingwood.